# 兰德克附近施坦茨
兰德克附近施坦茨是奥地利蒂罗尔州兰德克县的一个市镇。总面积7.3平方公里，总人口629人，人口密度86.2人/平方公里（2005年）。